# Nuoto ai campionati mondiali di nuoto 2022 - 50 metri rana femminili
La gara di nuoto dei 50 metri rana femminili dei campionati mondiali di nuoto 2022 è stata disputata il 24 e 25 giugno 2022 presso la Duna Aréna di Budapest. Vi hanno preso parte 56 atlete provenienti da 50 nazioni.
La competizione è stata vinta dalla nuotatrice lituana Rūta Meilutytė, mentre l'argento e il bronzo sono andati rispettivamente all'italiana Benedetta Pilato e alla sudafricana Lara van Niekerk.

## Podio
| Posizione | Atleta           | Nazionalità |
| --------- | ---------------- | ----------- |
| Oro       | Rūta Meilutytė   | Lituania    |
| Argento   | Benedetta Pilato | Italia      |
| Bronzo    | Lara van Niekerk | Sudafrica   |

## Programma
| Data           | Ora (UTC+2) | Turno      |
| -------------- | ----------- | ---------- |
| 24 giugno 2022 | 09:38       | Batterie   |
| 24 giugno 2022 | 18:27       | Semifinali |
| 25 giugno 2022 | 18:09       | Finale     |

## Record
Prima della competizione il record del mondo e il record dei campionati erano i seguenti:
| Record mondiale       | 29"30 | Benedetta Pilato Italia | 22 maggio 2021 Budapest, Ungheria |
| Record dei campionati | 29"40 | Lilly King Stati Uniti  | 30 luglio 2017 Budapest, Ungheria |

Nel corso della competizione non sono stati migliorati.

## Risultati

### Batterie
| Pos. | Batteria | Corsia | Atleta                  | Nazionalità                   | Tempo | Note |
| ---- | -------- | ------ | ----------------------- | ----------------------------- | ----- | ---- |
| 1    | 5        | 4      | Lara van Niekerk        | Sudafrica                     | 29"77 | Q    |
| 2    | 6        | 4      | Benedetta Pilato        | Italia                        | 29"80 | Q    |
| 3    | 6        | 2      | Eneli Jefimova          | Estonia                       | 30"08 | Q    |
| 4    | 5        | 1      | Anna Elendt             | Germania                      | 30"12 | Q    |
| 5    | 6        | 7      | Tang Qianting           | Cina                          | 30"36 | Q    |
| 6    | 5        | 3      | Jhennifer Conceição     | Brasile                       | 30"53 | Q    |
| 7    | 6        | 3      | Sophie Hansson          | Svezia                        | 30"64 | Q    |
| 8    | 5        | 2      | Veera Kivirintä         | Finlandia                     | 30"66 | Q    |
| 9    | 4        | 4      | Lilly King              | Stati Uniti                   | 30"70 | Q    |
| 9    | 6        | 8      | Fleur Vermeiren         | Belgio                        | 30"70 | Q    |
| 11   | 5        | 6      | Rosey Metz              | Paesi Bassi                   | 30"71 | Q    |
| 12   | 4        | 5      | Reona Aoki              | Giappone                      | 30"80 | Q    |
| 13   | 4        | 3      | Anastasia Gorbenko      | Israele                       | 30"82 | Q    |
| 14   | 5        | 7      | Jenna Strauch           | Australia                     | 30"93 | Q    |
| 15   | 4        | 2      | Annie Lazor             | Stati Uniti                   | 30"99 | Q    |
| 16   | 5        | 5      | Rūta Meilutytė          | Lituania                      | 31"02 | Q    |
| 17   | 6        | 6      | Florine Gaspard         | Belgio                        | 31"10 |      |
| 18   | 4        | 0      | Rachel Nicol            | Canada                        | 31"24 |      |
| 19   | 4        | 1      | Anna Sztankovics        | Ungheria                      | 31"31 |      |
| 20   | 5        | 8      | Macarena Ceballos       | Argentina                     | 31"35 |      |
| 21   | 6        | 0      | Anne Palmans            | Paesi Bassi                   | 31"37 |      |
| 22   | 4        | 7      | Kotryna Teterevkova     | Lituania                      | 31"40 |      |
| 23   | 4        | 8      | Tara Vovk               | Slovenia                      | 31"61 |      |
| 24   | 3        | 3      | Byanca Rodríguez        | Messico                       | 31"71 |      |
| 25   | 3        | 5      | Adelaida Pchelintseva   | Kazakistan                    | 31"75 |      |
| 26   | 6        | 1      | Maria Drasidou          | Grecia                        | 31"83 |      |
| 27   | 5        | 0      | Jessica Vall            | Spagna                        | 31"92 |      |
| 27   | 6        | 9      | Sim En Yi Letitia       | Singapore                     | 31"92 |      |
| 29   | 4        | 6      | Emelie Fast             | Svezia                        | 31"94 |      |
| 30   | 3        | 8      | Karina Vivas            | Colombia                      | 32"07 |      |
| 31   | 3        | 6      | Helena Gasson           | Nuova Zelanda                 | 32"08 |      |
| 32   | 3        | 2      | Lena Kreundl            | Austria                       | 32"17 |      |
| 33   | 3        | 4      | Diana Petkova           | Bulgaria                      | 32"32 |      |
| 34   | 4        | 9      | Meri Mataja             | Croazia                       | 32"34 |      |
| 35   | 5        | 9      | Jenjira Srisa-Ard       | Thailandia                    | 32"58 |      |
| 36   | 3        | 7      | Lin Pei-wun             | Taipei cinese                 | 32"80 |      |
| 37   | 3        | 1      | Lillian Higgs           | Bahamas                       | 32"98 |      |
| 38   | 2        | 3      | Imane El Barodi         | Marocco                       | 32"99 |      |
| 39   | 2        | 7      | Polyxeni Toumazou       | Cipro                         | 33"31 |      |
| 40   | 2        | 4      | Tilka Paljk             | Zambia                        | 33"64 |      |
| 41   | 2        | 0      | Vorleak Sok             | Cambogia                      | 33"84 |      |
| 42   | 2        | 5      | Kirsten Fisher-Marsters | Isole Cook                    | 34"17 |      |
| 43   | 2        | 6      | Micaela Sierra          | Uruguay                       | 34"25 |      |
| 44   | 2        | 2      | Claudia Verdino         | Monaco                        | 34"49 |      |
| 45   | 2        | 1      | Jayla Pina              | Capo Verde                    | 34"97 |      |
| 46   | 2        | 8      | Tessa Ip Hen Cheung     | Mauritius                     | 35"04 |      |
| 47   | 3        | 9      | Kirabo Namutebi         | Uganda                        | 35"12 |      |
| 48   | 2        | 9      | Maria Freitas           | Angola                        | 35"80 |      |
| 49   | 1        | 0      | Duana Lima              | Nepal                         | 36"30 |      |
| 50   | 1        | 4      | Lara Dashti             | Kuwait                        | 37"77 |      |
| 50   | 1        | 6      | Maria Batallones        | Isole Marianne Settentrionali | 37"77 |      |
| 52   | 1        | 9      | Kestra Kihleng          | Micronesia                    | 38"97 |      |
| 53   | 1        | 3      | Eunike Fugo             | Tanzania                      | 42"26 |      |
| 54   | 1        | 5      | Brhane Amare            | Etiopia                       | 44"30 |      |
| -    | 1        | 1      | Iman Kouraogo           | Burkina Faso                  | -     | dns  |
| -    | 1        | 2      | Sainabou Sam            | Gambia                        | -     | dns  |
| -    | 1        | 8      | Stefan Sangala          | Rep. del Congo                | -     | dns  |
| -    | 3        | 0      | Phee Jinq En            | Malaysia                      | -     | dns  |
| -    | 1        | 7      | Rita Ekomba             | Guinea Equatoriale            | -     | dq   |
| -    | 6        | 5      | Arianna Castiglioni     | Italia                        | -     | dq   |

### Semifinali
| Pos. | Semifinale | Corsia | Atleta              | Nazionalità | Tempo | Note |
| ---- | ---------- | ------ | ------------------- | ----------- | ----- | ---- |
| 1    | 1          | 4      | Benedetta Pilato    | Italia      | 29"83 | Q    |
| 2    | 1          | 8      | Rūta Meilutytė      | Lituania    | 29"97 | Q    |
| 3    | 2          | 4      | Lara van Niekerk    | Sudafrica   | 29"99 | Q    |
| 4    | 2          | 3      | Tang Qianting       | Cina        | 30"10 | Q    |
| 5    | 2          | 5      | Eneli Jefimova      | Estonia     | 30"24 | Q    |
| 6    | 1          | 3      | Jhennifer Conceição | Brasile     | 30"28 | Q,   |
| 7    | 1          | 5      | Anna Elendt         | Germania    | 30"30 | Q    |
| 8    | 2          | 2      | Lilly King          | Stati Uniti | 30"35 | Q    |
| 9    | 2          | 1      | Anastasia Gorbenko  | Israele     | 30"54 |      |
| 10   | 2          | 6      | Sophie Hansson      | Svezia      | 30"56 |      |
| 11   | 1          | 7      | Reona Aoki          | Giappone    | 30"71 |      |
| 12   | 1          | 6      | Veera Kivirinta     | Finlandia   | 30"76 |      |
| 13   | 2          | 8      | Annie Lazor         | Stati Uniti | 30"89 |      |
| 14   | 2          | 7      | Rosey Metz          | Paesi Bassi | 30"94 |      |
| 15   | 1          | 2      | Fleur Vermeiren     | Belgio      | 30"98 |      |
| 16   | 1          | 1      | Jenna Strauch       | Australia   | 30"99 |      |

### Finale
| Pos.    | Corsia | Atleta              | Nazionalità | Tempo | Note |
| ------- | ------ | ------------------- | ----------- | ----- | ---- |
| Oro     | 5      | Rūta Meilutytė      | Lituania    | 29"70 |      |
| Argento | 4      | Benedetta Pilato    | Italia      | 29"80 |      |
| Bronzo  | 3      | Lara van Niekerk    | Sudafrica   | 29"90 |      |
| 4       | 6      | Tang Qianting       | Cina        | 30"21 |      |
| 5       | 1      | Anna Elendt         | Germania    | 30"22 |      |
| 6       | 2      | Eneli Jefimova      | Estonia     | 30"25 |      |
| 7       | 8      | Lilly King          | Stati Uniti | 30"40 |      |
| 8       | 7      | Jhennifer Conceição | Brasile     | 30"45 |      |